# آكلات الفطر
آكلات الفطر أو رمي التغذية أو فطرية التغذية أو مقتاتٌ بالفطور أو الفاطرات هي الكائنات الحية التي تستهلك الفطريات.سُجل العديد من الكائنات الحية المختلفة التي تحصل على طاقتها من خلال استهلاك الفطريات، بما في ذلك الطيور والثدييات والحشرات والنباتات والأميبا وبطنيات الأقدام والديدان الخيطية والجراثيم والفطريات الأخرى. بعض هؤلاء، الذين يأكلون الفطريات فقط، يطلق عليهم اسم آكلات الفطريات بينما يأكل البعض الآخر الفطريات كجزء من نظامهم الغذائي، كونها آكلات اللحوم.